# La Roche-sur-le-Buis
 La Roche-sur-le-Buis  es una comuna y población de Francia, en la región de Ródano-Alpes, departamento de Drôme, en el distrito de Nyons y cantón de Buis-les-Baronnies.
Su población en el censo de 1999 era de 287 habitantes.
Está integrada en la Communauté de communes de Pays du Buis-les-Baronnies.

## Enlaces externos

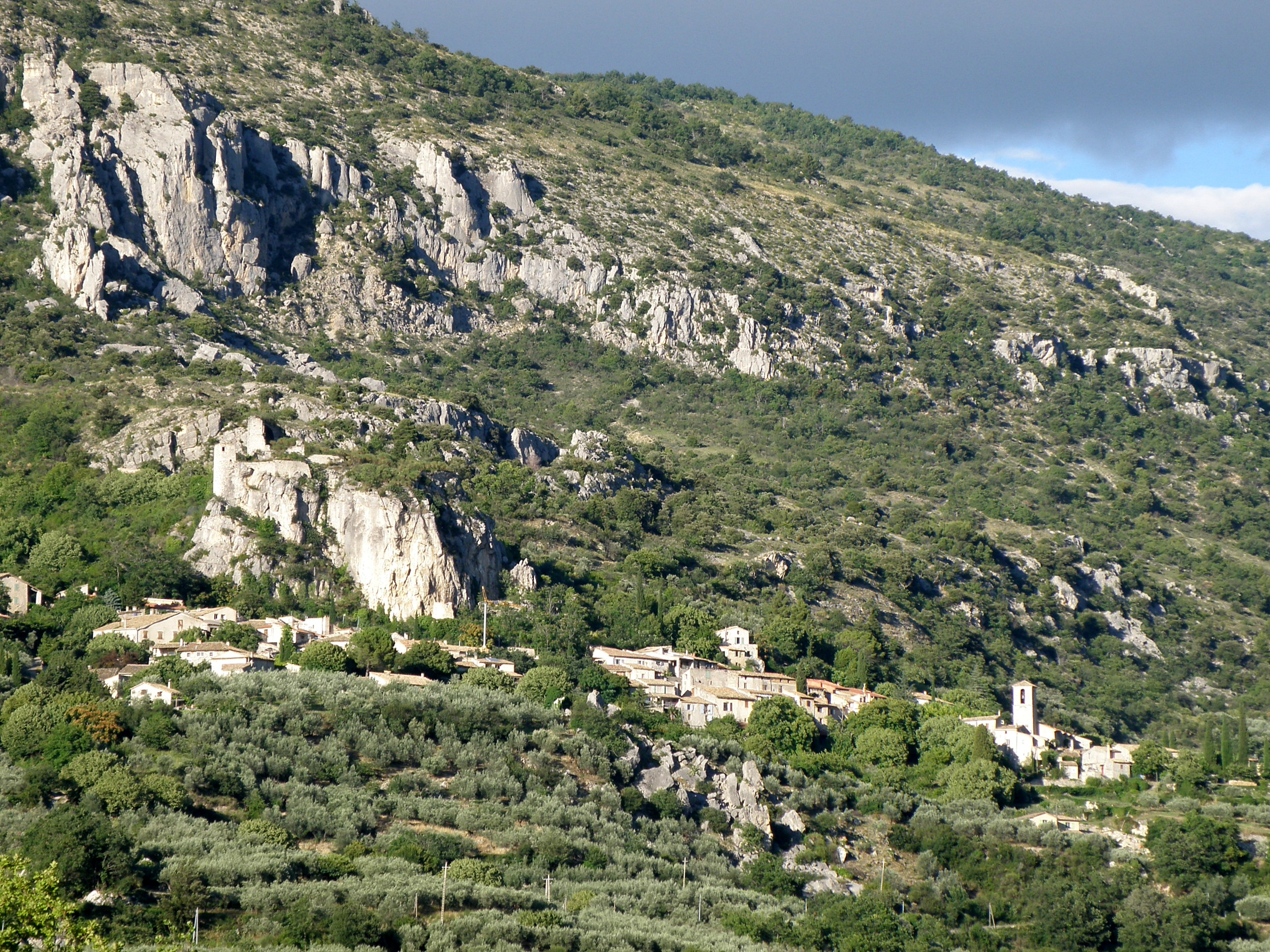
La Roche-sur-le-Buis

## Demografía
| 155 | 134 | 147 | 196 | 211 | 287 |
| Para los censos de 1962 a 1999 la población legal corresponde a la población sin duplicidades (Fuente: INSEE [Consultar]) |     |     |     |     |     |